# Eudorcas
Eudorcas és un gènere d'antílops. Les espècies d'aquest gènere sovint són anomenades «gaseles». Originalment se'l considerà un subgènere dins del gènere Gazella, però recentment se l'ha elevat a la categoria de gènere. N'hi ha quatre espècies, una de les quals està extinta:
- Gasela de front blanc, E. albonotata
- Gasela de front vermell, E. rufifrons
- Gasela vermella, E. rufina (extinta)[2]
- Gasela de Thomson, E. thomsonii
- Gasela de Heuglin, E. tilonura